# مریت، میشیگان
مریت (به انگلیسی: Merritt Township) یک منطقهٔ مسکونی در ایالات متحده آمریکا است که در شهرستان بی، میشیگان واقع شده‌است.
 مریت ۸۲٫۰۳ کیلومتر مربع مساحت و ۱٬۴۴۱ نفر جمعیت دارد و ۱۷۹ متر بالاتر از سطح دریا واقع شده‌است.